# Twa

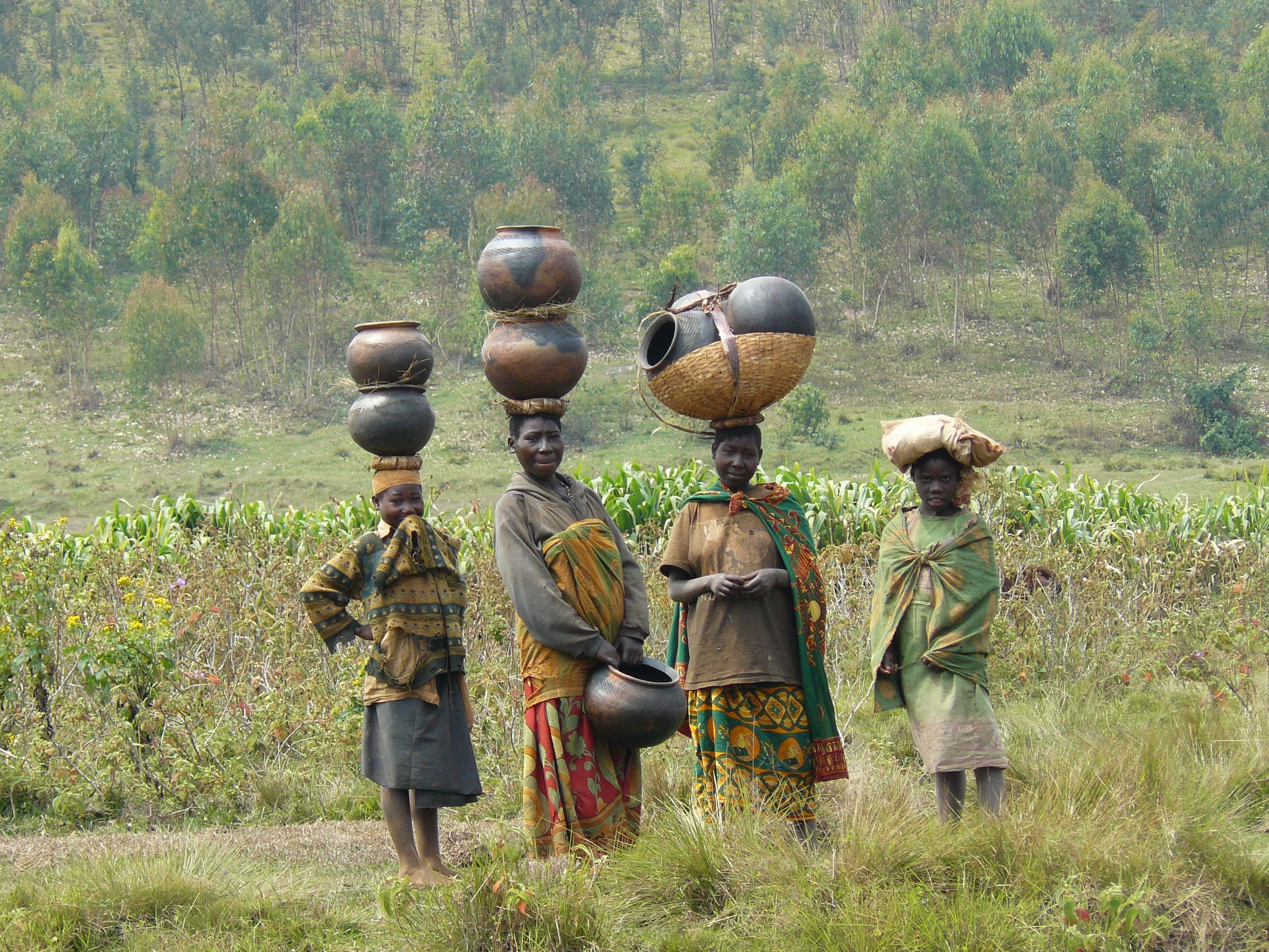
Twa-vrouwen

De Twa is een Pygmeeënvolk (Bamboetiden) dat leeft ten zuiden van de Sahara. Zij leven vooral in de tropische regenwouden. In de meeste Afrikaanse landen waren zij vroeger onderhorig aan de Bantoe. De Twa zijn jager-verzamelaars.

## Verspreiding
De Twa wonen vooral in de landen Rwanda, Burundi, het westelijk deel van Oeganda en het oostelijke deel van Congo-Kinshasa. In 2000 werd hun aantal geschat op 80.000, waarmee ze kleine minderheden vormen in de landen waar ze wonen. Er wonen verder kleinere groepen Twa in Angola, Namibië, Zambia en Botswana in moerassen en woestijngebieden, ver van het bos. Deze groepen zijn weinig onderzocht.
De instabiele situaties in met name Congo-Kinshasa, Rwanda en Burundi, waar de Twa tot de oorspronkelijke bewoners behoren, heeft ertoe geleid dat zij ongewild het slachtoffer zijn geworden van de strijdende partijen.